# 大中 (名護市)
大中（おおなか）は、沖縄県名護市の町名。現行行政地名は大中一丁目から大中五丁目。郵便番号905-0017。

## 地理
城・港・大西・大東・大北と隣接する。大中一丁目は沖縄本島北部の商業の中心であり、県道沿いには銀行・郵便局・商店が軒を連ね、名護市商店街の一部を形成している。かつてはNTTの営業所や図書館もあった。しかし1990年代から名護バイパス沿線に大型スーパーなど大規模な店舗が進出すると商業の中心はそちらへ移り、かつての商店街は衰退し空き店舗も所々出てきた。一方県道沿いから離れるときちんと区画された古い町並みの住宅街である。大中二丁目は県道沿いには病院や保健所があり、かつては消防署もあった（当時斜め向かいが名護警察署だった）。それ以外はおおむね住宅地である。大中三丁目及び四丁目ほとんどが住宅地でアパートも多い。また区画整理されたり、外側の道路が整備され拡幅されている。大中五丁目は唯一県道の東側にありで南北に細長く古い住宅が並ぶ。

## 歴史
かつて沖縄本島北部の中心だった名護町大兼久の中央部に位置していたことから、大南・大東・大西・大北と同様大兼久の頭文字の「大」と真ん中の「中」を取って名付けられた。その後東江、城区、港区とあわせて名護市字名護の一行政区だったが、1999年に行われた住居表示で正式な町名となり、1丁目～5丁目がつけられた。かつては沖縄本島の大動脈である国道58号が南北を通り、羽地地域を経由し今帰仁村や山原3村（国頭村・大宜味村東村）方面にむかう車で交通量が多く、1丁目の南東角が沖縄本島北部の交通の要所だった名護十字路とあって本部町・海洋博公園方面の車と並んで渋滞も起きていたが、1986年に名護市街地の外側を通る名護バイパスが開通すると本島北部各地へ向かう車の流れはそちらへ移り、北部の交通の要所も西側の宮里へと移った。そのため当地域内を通過する車は少なくなり、国道58号は1987年に県道の本部循環線に降格した。

## 交通

### バス
名護バスターミナルを発着するすべての路線バスが当地域内を通っている（ただし高速バスを除く）。
- 20番・名護西線（琉球バス交通・沖縄バス共同運行）
- 22番・名護うるま線（沖縄バス）
- 65番・本部半島（渡久地廻り）線（琉球バス交通・沖縄バス共同運行）
- 66番・本部半島（今帰仁廻り）線（琉球バス交通・沖縄バス共同運行）
- 67番・辺土名線（琉球バス交通・沖縄バス共同運行）
- 70番・備瀬線（琉球バス交通・沖縄バス共同運行）
- 72番・屋我地線（琉球バス交通・沖縄バス共同運行）
- 76番・瀬底線（琉球バス交通・沖縄バス共同運行）
- 77番・名護東（辺野古経由）線（沖縄バス）
- 78番・名護東部線（琉球バス交通・沖縄バス共同運行）
- 120番・名護西空港線（琉球バス交通・沖縄バス共同運行）

なお町域内には大中、名護十字路、県立北部病院前、中区の4つのバス停がある（名護十字路は2ヶ所あるため、路線によって乗降場所が違うので注意が必要）。

### 道路
- 沖縄県道71号名護宜野座線（1987年まで国道58号だった。本部循環線を経て1993年より現在の路線名）
- 沖縄県道84号名護本部線

## 施設

### 大中一丁目
- 名護大中郵便局
- 琉球銀行名護支店
- 名護市教育委員会文化課市史編さん係（旧名護市立崎山図書館跡）
- 名護市産業支援センター
  - 名護市商工会

### 大中二丁目
- 沖縄県立北部病院
- 沖縄県北部福祉保健所

### 大中四丁目
- 名護博物館（2023年に東江の旧名護市役所庁舎から移転）

### かつてあった施設
- 沖縄銀行名護支店 - 2015年に大南に移転。
- 沖縄県林業試験場 - 2006年に沖縄県森林資源研究センターに改称、2013年に沖縄県農業研究センター名護支所敷地内へ移転。
- 名護市立崎山図書館 -　1998年に名護市立中央図書館開館のため閉館。現在この敷地は市教育委員会文化課市史編さん係となっている。
- NTT西日本名護営業所（かつての電報電話局） -　1999年にNTT西日本に再編後、浦添市に集約のうえ廃止。その後、閉鎖され大東の名護ビルに統合。跡地には2007年に名護市産業支援センターが開設された。
- 名護市消防本部 -　1980年代に東江5丁目に移転、その後2017年に大北5丁目に再移転。